# Chuang Pin-chung
Chuang Pin-chung (čínsky pchin-jinem Huáng Bīnhóng, znaky zjednodušené 黄宾虹, tradiční 黃賓虹, 27. ledna 1865 – 25. března 1955) byl čínský malíř a historik umění.
Prožil většinu života v Šanghaji. Na jeho malířském stylu se téměř neuplatňovaly cizí vlivy. Od 40. let, když se zhoršoval jeho zrak, maloval stále tmavší obrazy, až dospěl k tzv. „černým kompozicím“.